# آب بادا
آب بادا، روستایی از توابع بخش مرکزی شهرستان قیر و کارزین در استان فارس ایران است.

## جمعیت
این روستا در دهستان مبارک آباد قرار دارد و براساس سرشماری مرکز آمار ایران در سال ۱۳۸۵، جمعیت آن ۸۶ نفر (۲۲خانوار) بوده‌است.